# Élections législatives allemandes de 1884
Les élections législatives allemandes de 1884 permettent d'élire pour la 6e fois les députés du Reichstag. Elles ont lieu le 28 octobre 1884. La participation atteint 60 %, ce qui est plus élevée qu'aux élections précédentes.

## Contexte
La campagne électorale a pour thème central la politique coloniale allemande qui en est à ses débuts. Elle est soutenue par le chancelier impérial Otto von Bismarck, par les conservateurs et les nationaux-libéraux. Les premiers gagnent en popularité grâce à la question, tandis que les seconds se relèvent de leur sévère défaite de 1881.
Le parti progressiste et l'union libérale ont fusionné juste avant les élections pour former le Parti radical allemand. Avec le parti populaire, ils ne comptent que 74 mandats, alors que lors des précédentes élections la somme de tous leurs sièges faisait 115. Cette défaite est en partie à imputer à l'attitude réticente vis-à-vis de la politique coloniale.
Malgré les lois antisocialistes, leur nombre de députés est doublé, passant de 12 à 24. Le Zentrum se réaffirme comme la principale force politique du pays.
Le fait que les circonscriptions n'ont pas évolué depuis 1871 combiné au suffrage majoritaire se font de plus en plus sentir : les villes sont sous-représentées tandis que les campagnes sont sur-représentées. Cela défavorise les libéraux de gauche et les sociaux-démocrates. Ainsi le parti de la pensée-libre récolte 17,6 % des voix pour 67 sièges, alors que le parti conservateur avec seulement 15,2 % des voix en reçoit 78. Les sociaux-démocrates avec 9,7 % des voix ont donc 24 mandats, alors que les conservateurs libres gagnent 28 circonscription avec 6,9 % des suffrages.

## Résultats
| Famille politique | Famille politique | Parti                    | Parti | Voix       | Voix   | Voix             | Sièges, | Sièges, | Sièges,         |
| Famille politique | Famille politique | Parti                    | Parti | en million | en %   | comparées à 1881 | nb      | en %    | comparés à 1881 |
| ----------------- | ----------------- | ------------------------ | ----- | ---------- | ------ | ---------------- | ------- | ------- | --------------- |
| Conservateurs     | Conservateurs     | Conservateur             |       | 0,861      | 15,2 % | −1,1             | 78      | 19,6 %  | +22             |
| Conservateurs     | Conservateurs     | Conservateur libre       |       | 0,388      | 6,9 %  | −0,6             | 28      | 7,1 %   | ±0              |
| Libéraux          | Droit             | National-libéral         |       | 0,997      | 17,6 % | +5,0             | 51      | 12,8 %  | +5              |
| Libéraux          | Gauche            | Radical                  |       | 0,997      | 17,6 % | −3,2             | 671)    | 16,9 %  | −39             |
| Libéraux          | Gauche            | Populaire                |       | 0,096      | 1,7 %  | −0,3             | 7       | 1,8 %   | −2              |
| Catholiques       | Catholiques       | Zentrum                  |       | 1,282      | 22,6 % | −0,6             | 99      | 24,9 %  | −1              |
| Socialistes       | Socialistes       | Sociaux-démocrates (SAP) |       | 0,550      | 9,7 %  | +3,6             | 242)    | 6,0 %   | +12             |
| Minorités         | Minorités         | Welf                     |       | 0,096      | 1,7 %  | −0,1             | 11      | 2,8 %   | +1              |
| Minorités         | Minorités         | Polonais                 |       | 0,203      | 3,6 %  | −0,2             | 16      | 4,0 %   | −2              |
| Minorités         | Minorités         | Danois                   |       | 0,014      | 0,3 %  | ±0,0             | 1       | 0,3 %   | −1              |
| Minorités         | Minorités         | Alsace-Lorraine          |       | 0,166      | 2,9 %  | ±0,0             | 15      | 3,8 %   | ±0              |
|                   |                   | Divers                   |       | 0,013      | 0,2 %  | −0,1             | -       | -       | ±0              |
| Total             | Total             | Total                    | Total | 5,663      | 100 %  |                  | 397     | 100 %   |                 |

Note
Dans 5 cas, les candidats présentés gagnent dans deux circonscriptions distinctes, les chiffres ci-dessus sont ceux après les seconds votes.
1)Karl Braun gagne dans la circonscription du Schleswig de Sagan et dans celle saxonne de Döbeln, il accepte la seconde. Eugen Richter gagne à Berlin 5 et dans la ville de Hagen en Wesphalie, il accepte la seconde. Heinrich Rickert gagne à Dantzig et à Brandebourg-sur-la-Havel. Il accepte la seconde.
2)Wilhelm Blos gagne dans la circonscription de Brunswick et dans celle de la Reuss branche ainée. Wilhelm Hasenclever gagne à Berlin 6 et à Breslau est, il accepte la seconde.
Les résultats du parti de la Pensée-libre sont comparés à la somme des résultats du parti progressiste et de l'union libérale en 1881.

## Groupes parlementaires
Tous les députés ne rejoignent pas le groupe parlementaire de leur parti, certains restent également sans groupe parlementaire. Les 10 députés Welf viennent s'ajouter au groupe Zentrum. 5 candidats ont par ailleurs remporté les élections dans deux circonscriptions différentes, ne pouvant accepter qu'un mandat, le parlement n'a que 392 députés à son ouverture. Après second vote, les effectifs des différents groupes parlementaires sont les suivants :
| Zentrum                   | 109 |
| Conservateur              | 76  |
| Radical                   | 61  |
| National-libéral          | 50  |
| Conservateur libre        | 28  |
| Sociaux-démocrates (SDAP) | 22  |
| Polonais                  | 16  |
| Parti populaire           | 7   |
| Indépendants              | 23  |